# Aignes-et-Puypéroux
Aignes-et-Puypéroux ist eine Ortschaft und eine Commune déléguée in der französischen Gemeinde Montmoreau mit 244 Einwohnern (Stand: 1. Januar 2018) im Département Charente in der Region Nouvelle-Aquitaine. 
Sie wurde am 1. Januar 2017 mit Montmoreau-Saint-Cybard, Saint-Amant-de-Montmoreau, Saint-Eutrope und Saint-Laurent-de-Belzagot zur Commune nouvelle Montmoreau zusammengeschlossen. Die Gemeinde Aignes-et-Puypéroux gehörte zum Arrondissement Angoulême und zum Kanton Tude-et-Lavalette.

## Geographie
Aignes-et-Puypéroux liegt etwa 20 Kilometer südlich von Angoulême am Arce. 

## Bevölkerungsentwicklung
| Jahr                       | 1962 | 1968 | 1975 | 1982 | 1990 | 1999 | 2006 | 2013 | 2018 |
| Einwohner                  | 324  | 325  | 286  | 244  | 263  | 269  | 277  | 270  | 244  |
| Quellen: Cassini und INSEE |      |      |      |      |      |      |      |      |      |

## Sehenswürdigkeiten
- Kirche Saint-Martial in Aignes
- Kloster von Puypéroux, 925 gegründet, Kirchbau aus dem 11. Jahrhundert, seit 1984 Monument historique
- Schloss aus dem 18. Jahrhundert

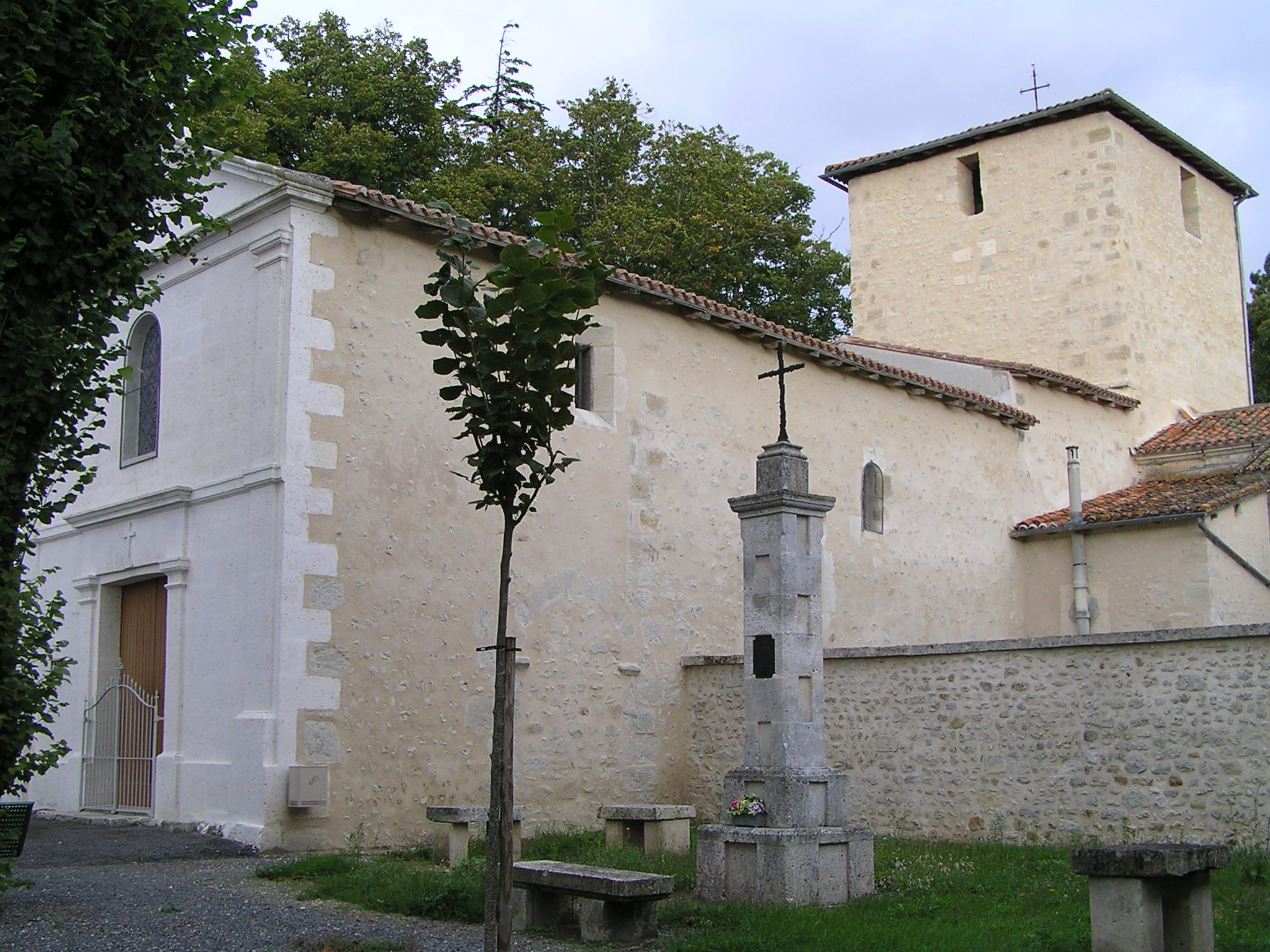
Kirche Saint-Martial
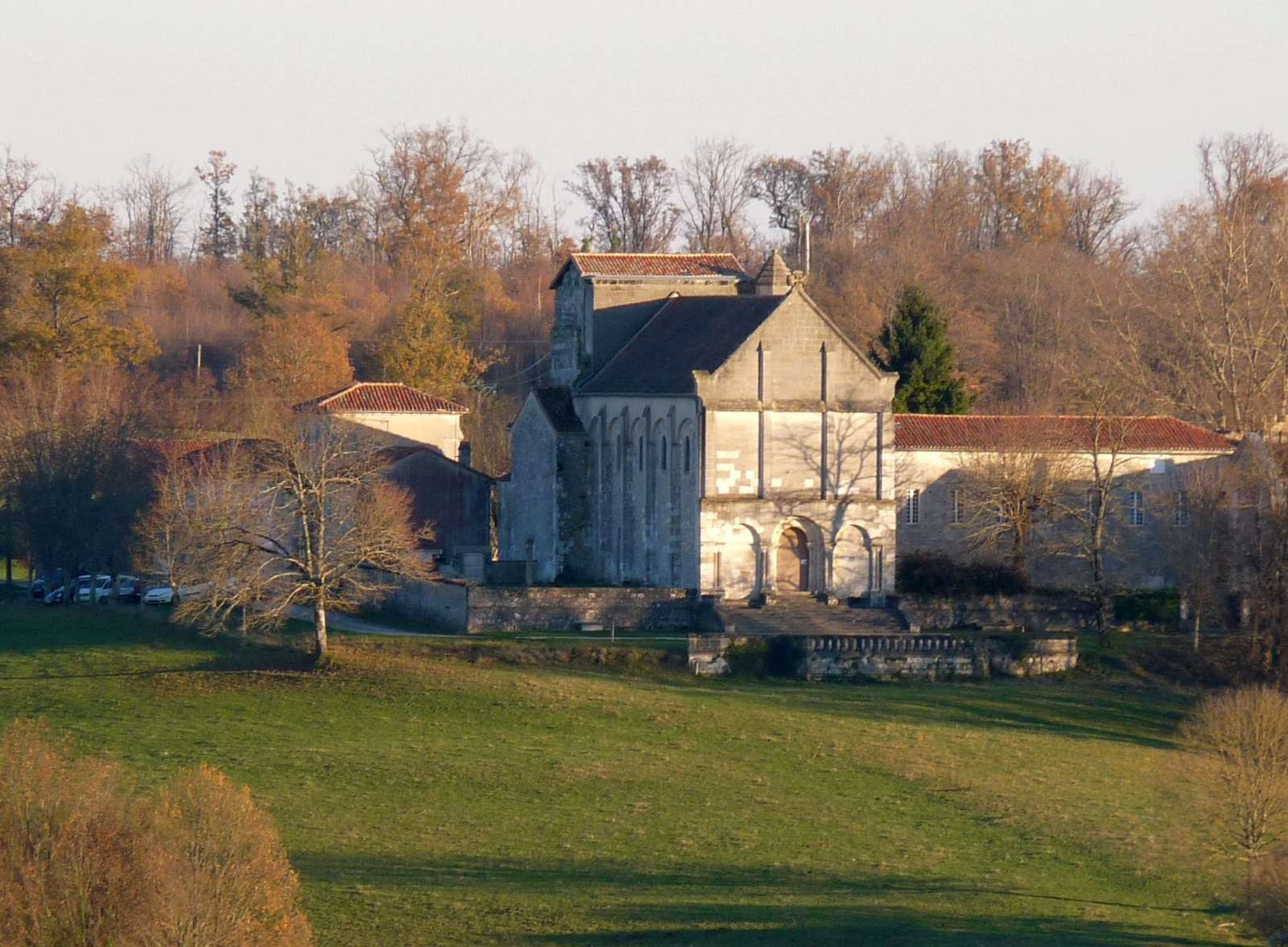
Klosteranlage von Puypéroux mit der Kirche